# Magadha
Magadha (sanscrită मगध ), numită și Regatul Magadha sau Imperiul Magadha, a fost un regat și una dintre cele șaisprezece ''mahajanapada''⁠(en)[traduceți] (formațiuni proto-statale) din timpul a celei de-a doua urbanizări, situat în sudul Biharului, în estul Câmpiei Gangetice, în India Antică. Magadha a fost condusă de dinastia Brihadratha, dinastia Haryanka (544-413 î.Hr.), dinastia Shaishunaga (413-345 î.Hr.), dinastia Nanda (345-322 î.Hr.), dinastia Maurya (322-184 î.Hr.), dinastia Shunga (184–73 î.Hr.) și dinastia Kanva (73-28 î.Hr.). A pierdut o mare parte din teritoriile sale după ce a fost învinsă de dinastia Satavahana din Deccan în 28 î.Hr. și a fost redusă la un mic principat în jurul Pataliputrei. Sub Maurya Magadha a devenit un imperiu pan-indian, cuprinzând teritorii întinse în subcontinentul indian și Afganistan.
Magadha a jucat un rol important în evoluția jainismului și a budismului. A fost nucleul a patru dintre cele mai mari imperii din nordul Indiei, Imperiul Nanda ( c. 345 – c. 322 BCE ), Imperiul Maurya ( c. 322 î.Hr.), Imperiul Shunga ( c. 185 –78 î.Hr.) și Imperiul Gupta ( c. 319 –550 d.Hr.). Imperiul Pala de asemenea a cârmuit Magadha și a întreținut o tabără regală la Pataliputra.
Pithipati din Bodh Gaya s-au referit la ei înșiși ca Magadhādipati și au cârmuit părți ale Magadhăi până în secolul al XIII-lea.

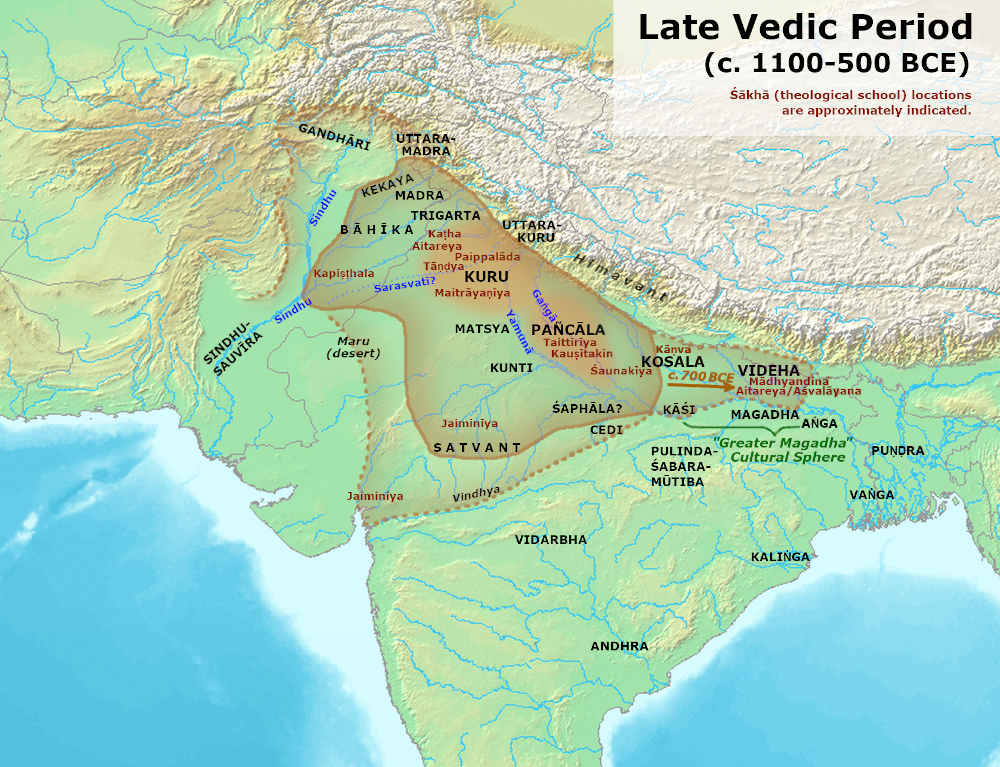
Magadha la începutul Epocii Fierului (1100-600 î.Hr.)
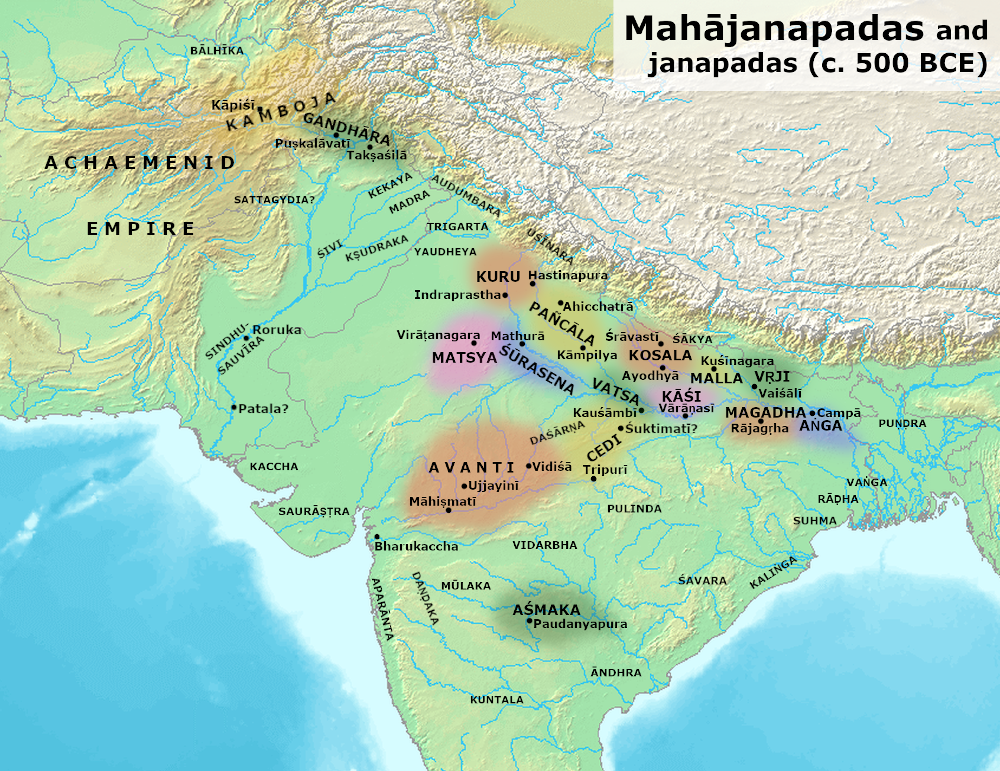
Hartă înfățișând cele 16 regate mahajanapada și alte regate în 540 î.Hr.
Estul Câmpiei Gangetice la începutul expansiunii regatului Magadha
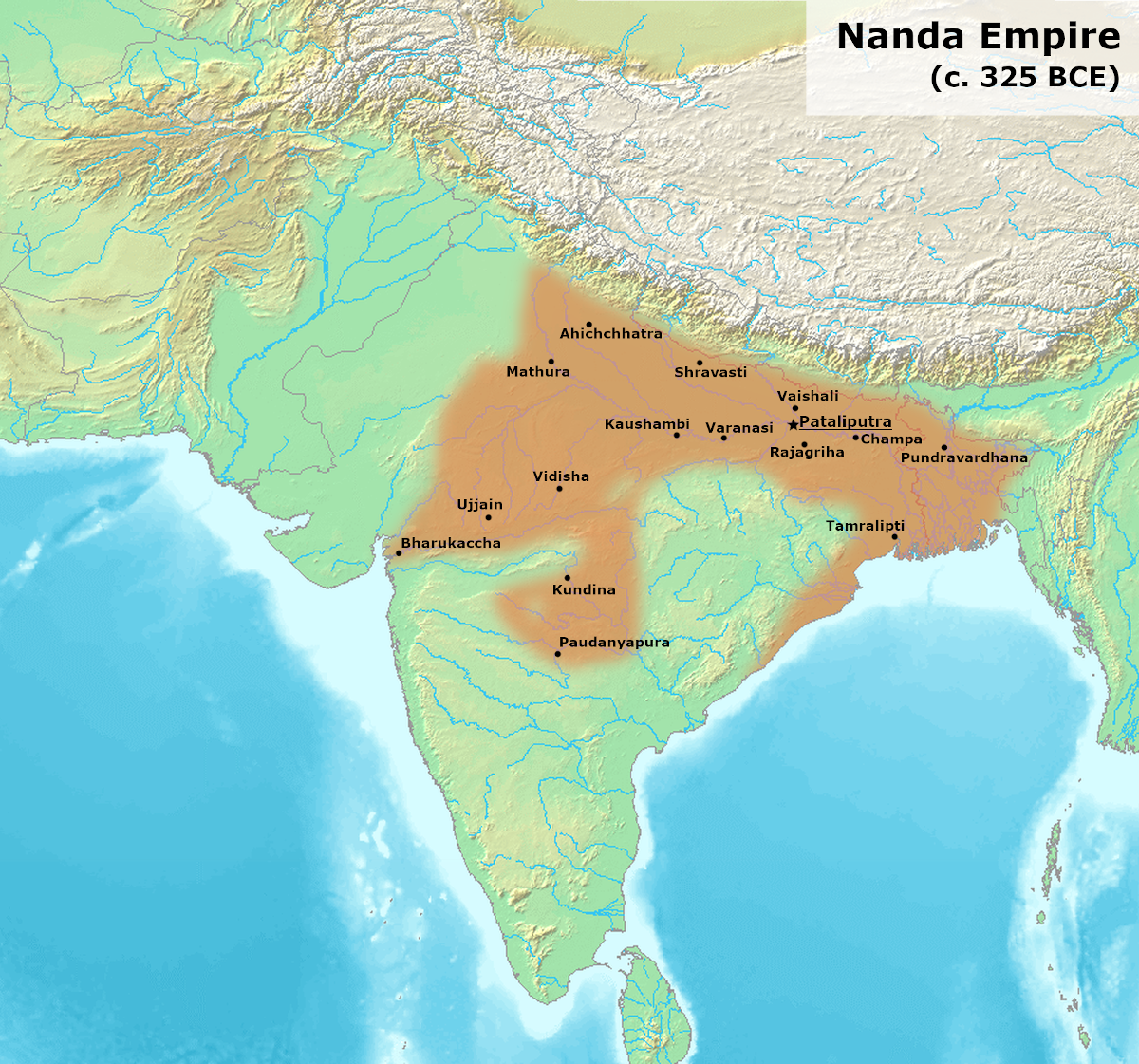
Imperiul Nanda la 450 î.Hr. sau 346 î.Hr
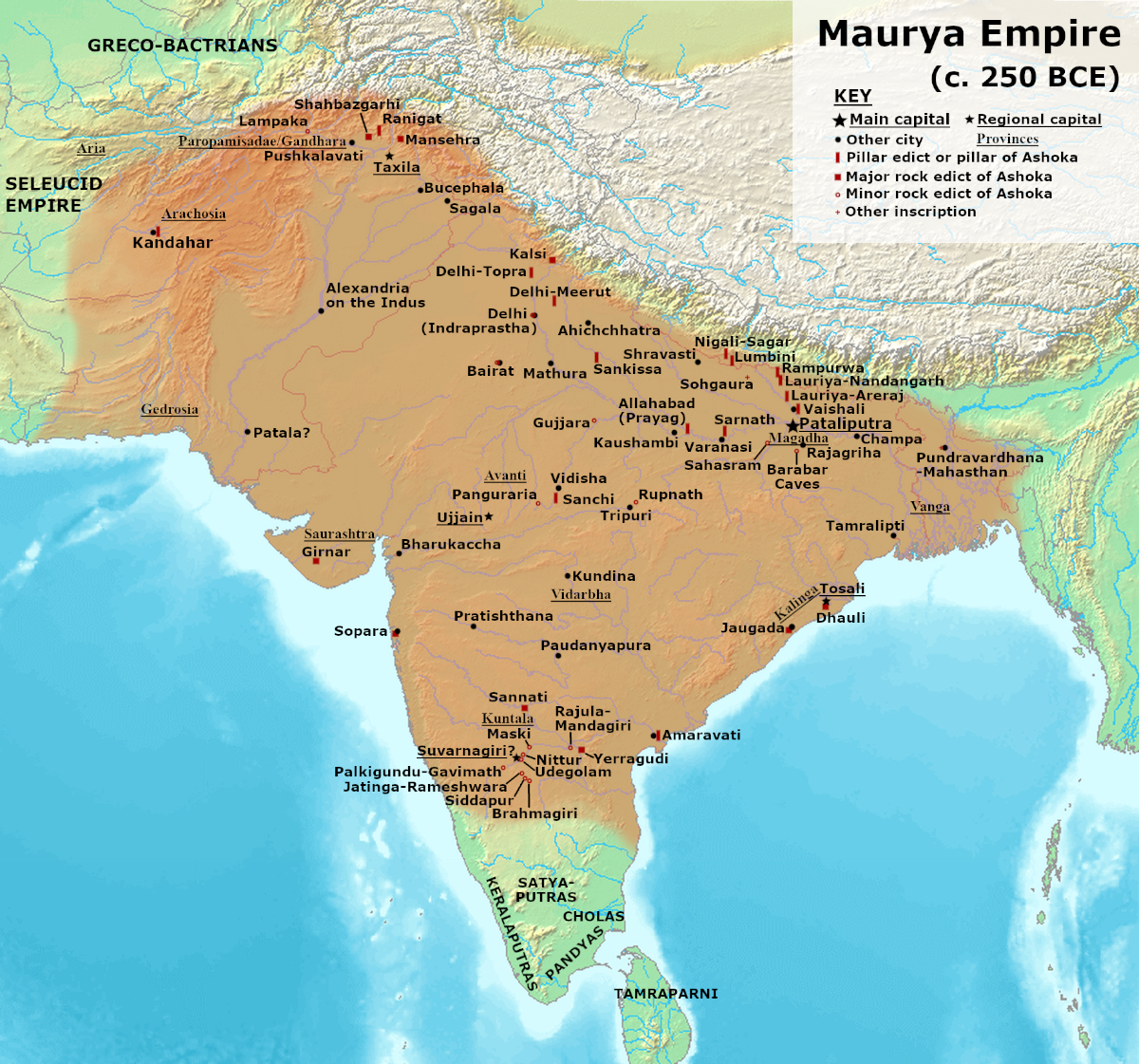
Imperiul Maurya, c. 250 î.Hr
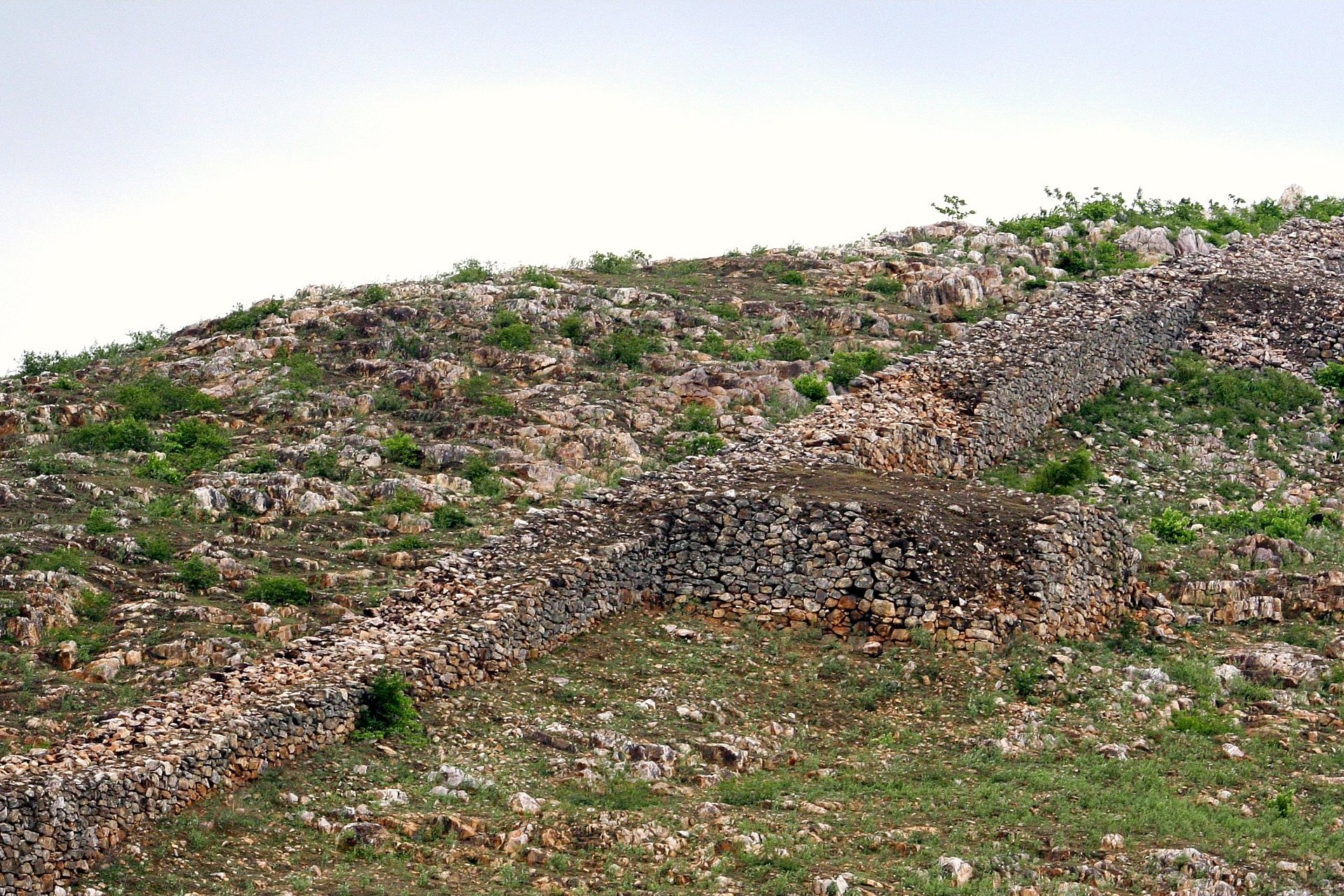
Zidul ciclopic al Rajgirului care înconjura fosta capitală a Magadhăi, Rajgir. Unul dintre cele mai vechi ziduri ciclopice din lume.